# Torneo ATP de Bruselas
El Torneo de Bruselas (denominado European Open) es un torneo de tenis masculino que se disputa en Bruselas (Bélgica), y que pertenece al circuito ATP Tour 250.
Se jugó en la ciudad belga de Amberes desde el año 2016 hasta el 2024. Desde la temporada 2025 pasó a disputarse en Bruselas.

## Palmarés

### Individual masculino
| Año      | Campeón               | Subcampeón        | Resultado           |
| Amberes  | Amberes               | Amberes           | Amberes             |
| -------- | --------------------- | ----------------- | ------------------- |
| 2016     | Richard Gasquet       | Diego Schwartzman | 7-6(4), 6-1         |
| 2017     | Jo-Wilfried Tsonga    | Diego Schwartzman | 6-3, 7-5            |
| 2018     | Kyle Edmund           | Gaël Monfils      | 3-6, 7-6(2), 7-6(4) |
| 2019     | Andy Murray           | Stan Wawrinka     | 3-6, 6-4, 6-4       |
| 2020     | Ugo Humbert           | Álex de Miñaur    | 6-1, 7-6(4)         |
| 2021     | Jannik Sinner         | Diego Schwartzman | 6-2, 6-2            |
| 2022     | Félix Auger-Aliassime | Sebastian Korda   | 6-3, 6-4            |
| 2023     | Aleksandr Búblik      | Arthur Fils       | 6-4, 6-4            |
| 2024     | Roberto Bautista      | Jiří Lehečka      | 7-5, 6-1            |
| Bruselas |                       |                   |                     |
| 2025     | Bandera de ?          | Bandera de ?      |                     |

### Dobles masculino
| Año      | Campeones                                 | Subcampeones                         | Resultado           |
| Amberes  | Amberes                                   | Amberes                              | Amberes             |
| -------- | ----------------------------------------- | ------------------------------------ | ------------------- |
| 2016     | Daniel Nestor Édouard Roger-Vasselin      | Pierre-Hugues Herbert Nicolas Mahut  | 6-4, 6-4            |
| 2017     | Scott Lipsky Divij Sharan                 | Santiago González Julio Peralta      | 6-4, 2-6, [10-5]    |
| 2018     | Nicolas Mahut Édouard Roger-Vasselin      | Marcelo Demoliner Santiago González  | 6-4, 7-5            |
| 2019     | Kevin Krawietz Andreas Mies               | Rajeev Ram Joe Salisbury             | 7-6(1), 6-3         |
| 2020     | John Peers Michael Venus                  | Rohan Bopanna Matwé Middelkoop       | 6-3, 6-4            |
| 2021     | Nicolas Mahut Fabrice Martin              | Wesley Koolhof Jean-Julien Rojer     | 6-0, 6-1            |
| 2022     | Tallon Griekspoor Botic van de Zandschulp | Rohan Bopanna Matwé Middelkoop       | 3-6, 6-3, [10-5]    |
| 2023     | Petros Tsitsipas Stefanos Tsitsipas       | Ariel Behar Adam Pavlásek            | 6-7(5), 6-4, [10-8] |
| 2024     | Alexander Erler Lucas Miedler             | Robert Galloway Aleksandr Nedovyesov | 6-4, 1-6, [10-8]    |
| Bruselas |                                           |                                      |                     |
| 2025     | Bandera de ? · Bandera de ?               | Bandera de ? · Bandera de ?          |                     |